# Ugia serrilinea
Ugia serrilinea là một loài bướm đêm trong họ Erebidae.